# Die Mutter (Gorki)
Die Mutter (russisch Мать/Mat, englisch The Mother) ist ein Roman von Maxim Gorki. Er erschien zuerst 1906/07 in englischer Übersetzung im New Yorker Appleton Magazine. Die russische Originalfassung kam 1907 heraus. Der Roman handelt von dem revolutionären Kampf des jungen Arbeiters Pawel und der damit verbundenen proletarischen Bewusstseinsbildung seiner Mutter. Das Werk gilt als der erste und einer der wichtigsten Romane des Sozialistischen Realismus. Der Roman wurde unter demselben Titel im Jahr 1926 von Wsewolod Pudowkin verfilmt. Bertolt Brecht verfasste im Rahmen seiner „Lehrstücke“ eine Bühnenbearbeitung, die 1932 uraufgeführt wurde.

## Inhalt
Im ersten Teil wird das harte Leben der Arbeiterfrau Pelageja Nilowna geschildert, die sehr unter ihrem gewalttätigen Gatten zu leiden hat. In den darauffolgenden Kapiteln wird die Entwicklung ihres Sohnes Pawel hin zu dem Ortsvorsitzenden der sozialdemokratischen Partei der Vorstadt, in der sie leben, geschildert. Eine große Rolle spielt auch der Träger der Roten Fahne am ersten Mai, da dieser meist im Anschluss als Rädelsführer von der Obrigkeit in die Verbannung geschickt wird. Als Pawel wegen einer Flugblattaktion verhaftet wird, führt die Mutter seine Aktion weiter, damit er entlastet wird. Als er später schließlich endgültig vor Gericht gestellt wird, führt sie sein Werk fort, bis sie auch verhaftet wird, nicht ohne zuvor noch ein revolutionäres Flugblatt ihres Sohnes an die proletarischen Massen verteilen zu können.

## Interpretation
Gorki verarbeitet in dem Roman den Petersburger Blutsonntag, der die Russische Revolution 1905 initiierte, und ruft mit der Beschreibung einer einfachen Arbeiterfrau, die durch die Aktivitäten und die Verhaftung ihres Sohnes revolutionäres Bewusstsein erwirbt, zum Kampf der Arbeiterklasse gegen Zarenherrschaft und Ausbeutung auf.
Das Werk gilt trotz seiner Bedeutung als Frühwerk seiner Stilrichtung als stark agitatorisch und literarisch eher schwach, die künstlerische Umsetzung als ein „Stiefkind des didaktischen Pathos“. Dennoch war der Roman aufgrund seiner agitatorischen Grundhaltung ein großer Erfolg bei der vorrevolutionären Leserschaft der Arbeiterklasse, und während der Sowjetzeit galt er als der sozialistische Vorzeigeroman schlechthin. Der ermüdende, wiederholungsreiche Stil und die überschwänglichen Lobeshymnen, mit denen der Roman seitens der parteiamtlichen Literaturkritik der Sowjetunion bedacht wurde, machen ihn nach Ansicht des Slawisten Armin Knigge zu einem „Museumsobjekt“, das heute kaum noch gelesen wird.